# MH Lahner György 2. Ellátóezred
A Magyar Honvédség Lahner György 2. Ellátóezred a MH Tartalékképző és Támogató Parancsnokság parancsnokának közvetlen alárendeltségében működik az állománytáblában rögzített szervezettel.

## Csapattörténet
Az ezred története 1961-ig nyúlik vissza, amikor megalakult a 64. gépkocsi szállítózászlóalj Kiskunfélegyházán, és a 68. szállítózászlóalj Kaposváron. Ezt követően a zászlóaljak szervezeti átalakulásokon mentek keresztül, többek között 1970-ben ellátó zászlóaljjakká szerveződtek át, majd 1987-ben a kiskunfélegyházi csapat ezreddé.
1987-ben a kaposvári 68. ellátó zászlóalj a 64. ellátó ezred (Kiskunfélegyháza) alárendeltségébe került 64/2 hadrendi számmal, mint szállítózászlóalj. Később a Kiskunfélegyházán állomásozó katonai szervezet ismét zászlóaljjá szerveződött és 1990-ben Kaposvárra diszlokált. Maga a 64. logisztikai ezred 1995-ben jött létre a 64. ellátó zászlóalj, a 82. javító zászlóalj, a 45. Noszlopy Gáspár Vezetésbiztosító Zászlóalj és a 9. Jedlik Ányos rakétatechnikai század bázisán. Az alakulat 1990-ben vette fel a kiskunfélegyházi születésű Boconádi Szabó József tábornok, az 1848–49-es forradalom és szabadságharc hősének, a Ludovika Akadémia egyik parancsnokának a nevét.
A haderő-átszervezés következtében 2023. január 1-jétől új nevet és hadrendi számot visel: MH Lahner György 2. Ellátóezred.
Parancsnok: Gavlik Péter ezredes

## Az alakulat feladata, és rendeltetése
- Az összhaderőnemi haderő hadműveleti tevékenységének haderőnemi szintű logisztikai támogatása.
- A személyi állomány, az alegységek általános katonai és szakkiképzésének, harcászati felkészítésének, összekovácsolásának végrehajtása.
- Összhaderőnemi haderő érdekű szállítási feladatok végrehajtása, központi szállításokban való részvétel, katonai szállítások és mozgatások koordinálása és biztosítása.
- Az MH ÖHP részjogkörű költségvetési egységeiként külföldi feladat-végrehajtásra létrehozott ideiglenes katonai szervezetek gazdálkodási feladatainak az elöljáró szervek által meghatározott keretek között történő végrehajtása, ezen szervezetek felszerelése, eszköz- és anyag utánpótlásának biztosítása.
- A kijelölt mozgáskoordináló erőkkel a Magyar Köztársaság területén mozgásbiztosítási és mozgáskoordinálási feladatok ellátásában való részvétel, szövetséges műveleti tevékenységek hadszíntéri biztosításában való részvétel.
- A békefenntartó és a béketeremtő műveletekben részt vevő katonai szervezetek ellátása, valamint a NATO alapokmány 5. cikkely alapján a szövetséges erők műveleteiben részt vevő alegységek ellátása.
- Az összhaderőnemi katonai szervezetek harckiképzési feladatainak logisztikai támogatásában való részvétel.
- Az MH ÖHP szakmai irányítása és felügyelete mellett szervezetébe integrálva az 1. számú Kiképzési, Oktatási és Regeneráló Központot működtetése (Badacsonylábdi).
- A kultúra és művelődés, az MH nemzeti jellegének erősítése érdekében előírt feladatokat végrehajtása, a hagyományőrzéssel kapcsolatos tevékenység végzése.

## Főbb technikai eszközök
- konténerszállítók:
  - MAN KLAUSS
  - MERCEDES ACTROS
  - TATRA
- alvázra telepített hadtáp (üzemanyagtöltő, hússzállító-hűtő) speciális gépkocsik:
  - Rába H14
  - Rába H18
  - Rába H25
  - MAN 22. 240
  - MAN 4×4
  - MAN 8×8
  - MERCEDES UNIMOG